# Geleitzug PQ 14
Der Geleitzug PQ 14 war ein alliierter Nordmeergeleitzug, der im März 1942 im schottischen Oban zusammengestellt wurde und kriegswichtige Güter ins sowjetische Murmansk brachte. Durch U-Boote verloren die Alliierten einen Frachter mit 6985 BRT. Wegen Eisschäden mussten 13 Frachter und zwei Minensucher nach Island zurückkehren.

## Zusammensetzung und Sicherung

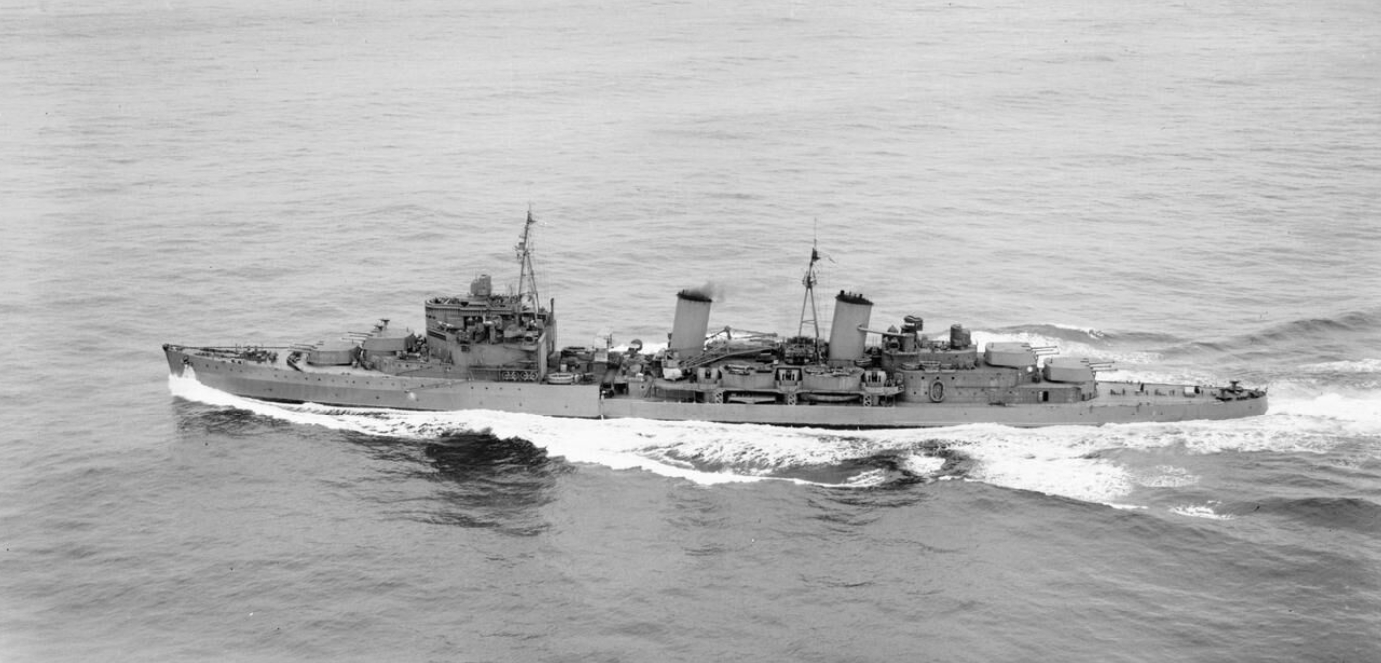
Kreuzer Edinburgh

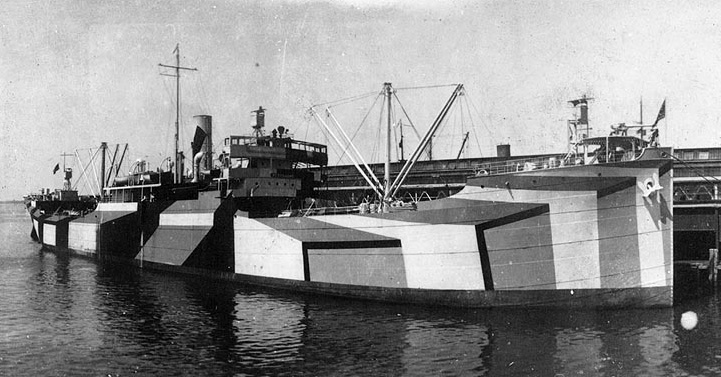
Frachter West Cheswald

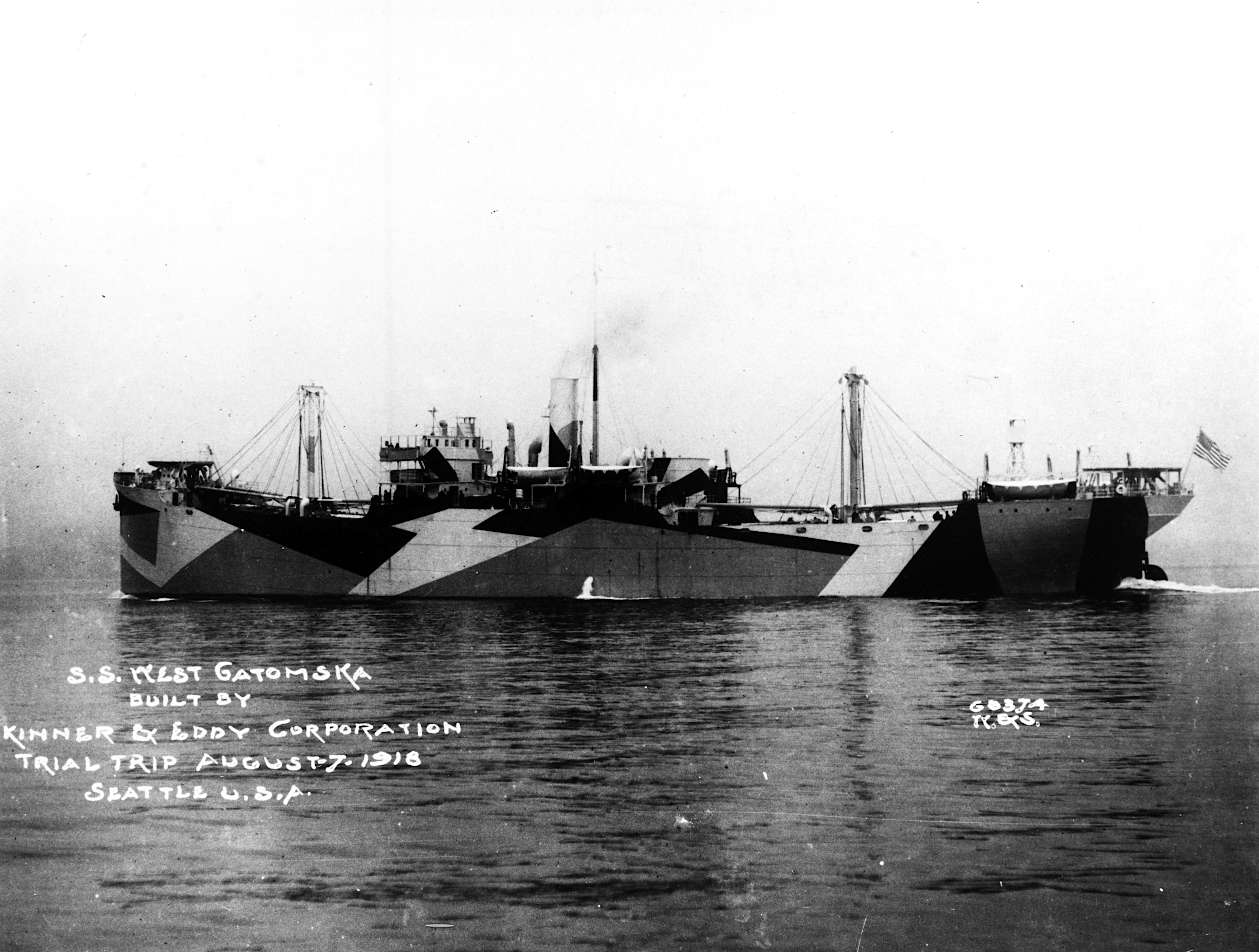
Frachter West Gotomska

Der Geleitzug PQ 14 setzte sich aus 25 Frachtschiffen zusammen. Am 26. März 1942 verließen sie das schottische Oban in Richtung Murmansk. Kommodore des Konvois war Captain E. Rees, der sich auf der Empire Howard eingeschifft hatte. Da der Konvoi über Island fuhr, übernahm die Western Local Escort bis zum 12. April die Nahsicherung. Ihr gehörten der Zerstörer Wilton, die Minensucher Hebe und Speedy sowie die U-Jagd-Trawler Chiltern und Northern Wave an. Danach folgte bis zum 19. April die Ocean Escort mit den Zerstörern Amazon, Beagle, Beverley und Bulldog, die Korvetten Campanula, Oxlip, Saxifrage und Snowflake sowie die U-Jagd-Trawler Ducton, Lord Austin und Lord Middleton. Die Nahdeckung erfolgte durch die Kreuzer Edinburgh und Norfolk sowie die Zerstörer Foresight und Forester. Ab 17. April wurde der Konvoi zusätzlich durch die Eastern Local Escort mit den sowjetischen Zerstörern Gremjaschtschi und Sokruschitelny sowie den britischen Minensuchern Gossamer, Harrier, Hussar und Niger geschützt.
| Name              | Typ      | Flagge                 | Vermessung in BRT | Verbleib                                 |
| ----------------- | -------- | ---------------------- | ----------------- | ---------------------------------------- |
| Aldersdale        | Frachter | Vereinigtes Königreich | 8402              |                                          |
| Andre Marti       | Frachter | Sowjetunion            | 2352              | wegen Eisschäden Rückkehr nach Island    |
| Arkos             | Frachter | Sowjetunion            | 2343              | wegen Eisschäden Rückkehr nach Island    |
| Atheltemplar      | Frachter | Vereinigtes Königreich | 8992              |                                          |
| Botavon           | Frachter | Vereinigtes Königreich | 5848              | wegen Eisschäden Rückkehr nach Island    |
| Briarwood         | Frachter | Vereinigtes Königreich | 4019              |                                          |
| British Corporal  | Frachter | Vereinigtes Königreich | 6972              | wegen Eisschäden Rückkehr nach Island    |
| City of Joliet    | Frachter | Vereinigte Staaten     | 6167              | wegen Eisschäden Rückkehr nach Island    |
| Dan Y Bryn        | Frachter | Vereinigtes Königreich | 5117              |                                          |
| Empire Bard       | Frachter | Vereinigtes Königreich | 3114              |                                          |
| Empire Howard     | Frachter | Vereinigtes Königreich | 6985              | am 17. April durch U 403 versenkt (Lage) |
| Exterminator      | Frachter | Panama                 | 6115              |                                          |
| Francis Scott Key | Frachter | Vereinigtes Königreich | 7191              |                                          |
| Hegira            | Frachter | Vereinigte Staaten     | 7588              | wegen Eisschäden Rückkehr nach Island    |
| Hopemount         | Frachter | Vereinigtes Königreich | 7434              |                                          |
| Ironclad          | Frachter | Vereinigte Staaten     | 5685              | wegen Eisschäden Rückkehr nach Island    |
| Minotaur          | Frachter | Vereinigte Staaten     | 4554              | wegen Eisschäden Rückkehr nach Island    |
| Mormacrio         | Frachter | Vereinigte Staaten     | 5940              | wegen Eisschäden Rückkehr nach Island    |
| Pieter de Hoogh   | Frachter | Niederlande            | 7168              | wegen Eisschäden Rückkehr nach Island    |
| Seattle Spirit    | Frachter | Vereinigte Staaten     | 5627              | wegen Eisschäden Rückkehr nach Island    |
| Suchona           | Frachter | Sowjetunion            | 3124              | wegen Eisschäden Rückkehr nach Island    |
| Trehata           | Frachter | Vereinigtes Königreich | 4817              |                                          |
| West Cheswald     | Frachter | Vereinigte Staaten     | 5711              |                                          |
| West Gotomska     | Frachter | Vereinigte Staaten     | 5728              | wegen Eisschäden Rückkehr nach Island    |
| Yaka              | Frachter | Vereinigte Staaten     | 5432              |                                          |

## Verlauf
In der Nähe der Insel Jan Mayen entstanden durch Packeis schwere Schäden an 13 Frachtern und 2 Minensuchern. Daraufhin kehrten diese Schiffe mit dem Geleitzug QP 10 nach Island zurück. Das Restgeleit wehrte sich erfolgreich vom 15. bis 17. April gegen deutsche Luft- und U-Bootangriffe. Nur U 403 versenkte am 17. April den Frachter Empire Howard (6985 BRT) mit Konvoikommodore Captain E. Rees, der dabei ums Leben kam. Am 19. April erreichte der Geleitzug Murmansk. Er verlor einen Frachter mit 6985 BRT.